# Tasiocera ursina
Tasiocera ursina là một loài ruồi trong họ Limoniidae. Chúng phân bố ở miền Tân bắc.